# A Berenice - Sol nascente
A Berenice - Sol nascente (K 70 - K6 61c) è un'aria, introdotta da un recitativo, per soprano e orchestra, composta da Wolfgang Amadeus Mozart a Salisburgo nel febbraio 1769.

## Descrizione
Si tratta di un brano composto in occasione dei festeggiamenti per il compleanno dell'arcivescovo di Salisburgo Sigismund von Schrattenbach, il cui nome è citato espressamente nel testo del recitativo. È dunque una "licenza", ossia una composizione destinata a celebrare una persona importante, presente al momento dell'esecuzione.
La circostanza che all'inizio del recitativo vengano citati «Berenice e Vologeso sposi» induce a ritenere che questa licenza sia stata eseguita al termine di una messa in scena dell'opera Vologeso di Giuseppe Sarti il 28 febbraio 1767.
La composizione è introdotta da 43 battute di recitativo accompagnato. L'aria (Sol nascente) è un Allegro moderato in Sol maggiore, con la struttura di un'aria con da capo: la prima sezione è in 4/4 (battute 1-123); la breve sezione centrale (Del tuo lustro chiaro) è in 3/8 (battute 124-152); la terza sezione, infine, è identica alla prima.

## Testo
Il testo dell'aria è di un autore ignoto.
Sol nascente in questo giorno,
deh! perdona al tenue ingegno,
e ammirarti io vo’ tacendo,
e ammirando io tacerò.
Del tuo lustro chiaro e degno,
di virtù sì rare adorno,
la grandezza io non comprendo,
e a dover spiegar non so.»
(Autore ignoto)